# أندريه ألكسيس
أندريه ألكسيس (بالإنجليزية: André Alexis)‏ (15 يناير 1957 في ترينيداد وتوباغو - ) روائي، وكاتب للأطفال من كندا.